# Fuentelahiguera de Albatages
Fuentelahiguera de Albatages es un municipio y localidad española de la provincia de Guadalajara, en la comunidad autónoma de Castilla-La Mancha. El término municipal cuenta con una población de 118 habitantes (INE 2024).

## Geografía

Extensión del término municipal dentro de la provincia de Guadalajara

La localidad está situada a una altitud de 901 m sobre el nivel del mar. El término municipal limita con los de Galápagos, Guadalajara, Málaga del Fresno, Malaguilla, Matarrubia, Valdenuño Fernández y Viñuelas. El municipio tiene una superficie de 52,41 km².

## Historia
Existen menciones documentales a Fuentelahiguera ya desde el siglo XIV. En su término municipal se pueden ver todavía restos de los que fue villa de Fuentelfresno, hoy finca de caza particular. Fue parte del Común de Villa y Tierra de Uceda, y por tanto del señorío de los arzobispos toledanos. Declarada villa a fines del siglo XVI y exenta de señorío y jurisdicción ajena. En el siglo XVII tuvo que darse en venta a un señor particular, Cristóbal Gómez de Sandoval (1581-1624), primer duque de Uceda, quien la adquirió en 1610. Al poco quedó la villa despoblada y comenzó la ruina de sus edificios. De entonces, hace más de dos siglos, dice la leyenda, que había entre Usanos y lo que es ahora Fuentelahiguera, un pueblo llamado Albatages, el cual, cuentan que se lo comieron las termitas, de modo que sus habitantes se fueron transladando a lo que hoy conocemos como Fuentelahiguera, de ahí que se llame Fuentelahiguera de Albatages. El pueblo pasó luego a poder de la Corona. En 1819 Fernando VII la adjudicó al barón austriaco Luis de Lebzeltern (1774-1854), cuyos herederos lo vendieron en 1860 al conde de Vega Mar, y de este a diversos propietarios hasta hoy. Se ven restos del caserío, y algunos muros de la iglesia que era un ejemplar medieval de indefinido estilo.
A mediados del siglo XIX, el lugar contaba con una población censada de 540 habitantes. La localidad aparece descrita en el octavo volumen del Diccionario geográfico-estadístico-histórico de España y sus posesiones de Ultramar de Pascual Madoz de la siguiente manera:

FUENTE LA HIGUERA: vecindad con ayuntamiento en la provincia de Guadalajara (3 1/2 leguas), audiencia territorial de Madrid (10) , capitanía general de Castilla la Nueva, diócesis de Toledo (22). Situada en llano, la combaten principalmente los vientos N. y E., que hacen su CLIMA frío y propenso á reumas y fiebres intermitentes; tiene 123 CASAS; la consistorial, cárcel, escuela de instrucción primaria, frecuentada por 34 alumnos, a cargo de un maestro dotado por los fondos públicos, con 1.100 reales; otra particular de niñas pagada por los padres de las díscipulas; una iglesia parroquial de primer ascenso, ("San Andrés Apóstol) servida por un cura de provisión real, previo concurso. Término confina N. despoblado de Fuente el Fresno; E. Málaga y Malaguilla; S. Víanos y Galápagos, y O. Valdénuño y Viñuelas; dentro de esta circunferencia, se encuentran una ermita (La Soledad), los despoblados de Galapaguillos, La Puebla y Atalaya; y una fuente medicinal, cuyas aguas en todo tiempo están tibias y tienen la propiedad de purgar con mucha eficacia y suavidad. El TERRENO es de mediana calidad; comprende un monte poblado de encina y roble; le bañan los arroyos llamados Albatages y el Torote, de curso interrumpido en el verano, pero muy caudalosos en el invierno. CAMINOS: los locales en mal estado. CORREO: se recibe y despacha en la administración de Guadalajara por un cartero. PRODUCCIÓN PRINCIPAL: trigo, cebada , centeno , avena, uva y algunas legumbres; se cria ganado lanar y cabrio, y las caballerías necesarias para la agricultura; caza de liebres, conejos y perdices. INDUSTRIA: la agrícola. COMERCIO: esportacion del sobrante de cereales, ganado y lana, é importación de los artículos de consumo que faltan. POBLACIÓN: 117 vecinos, 390 almas. CAP. PRODUCCIÓN PRINCIPAL: 1.809.730 reales. IMPONIBLE: 162.875. CONTRIBUCIÓN:  11.457. PRESUPUESTO MUNICIPAL: 5.800 reales se cubre por reparto vecinal.
(Madoz, 1847, p. 220)

Hasta la reforma de la nomenclatura municipal de 1916 el municipio se llamaba simplemente Fuentelahiguera. En dicha fecha su nombre fue modificado por el de Fuentelahiguera de Albatages.

## Demografía
Fuentelahiguera de Albatages cuenta con una población de 118 habitantes (INE 2024).
| Gráfica de evolución demográfica de Fuentelahiguera de Albatages entre 1842 y 2021                                  |
| |
| Población de derecho según los censos de población del INE Población de hecho según los censos de población del INE |

## Patrimonio

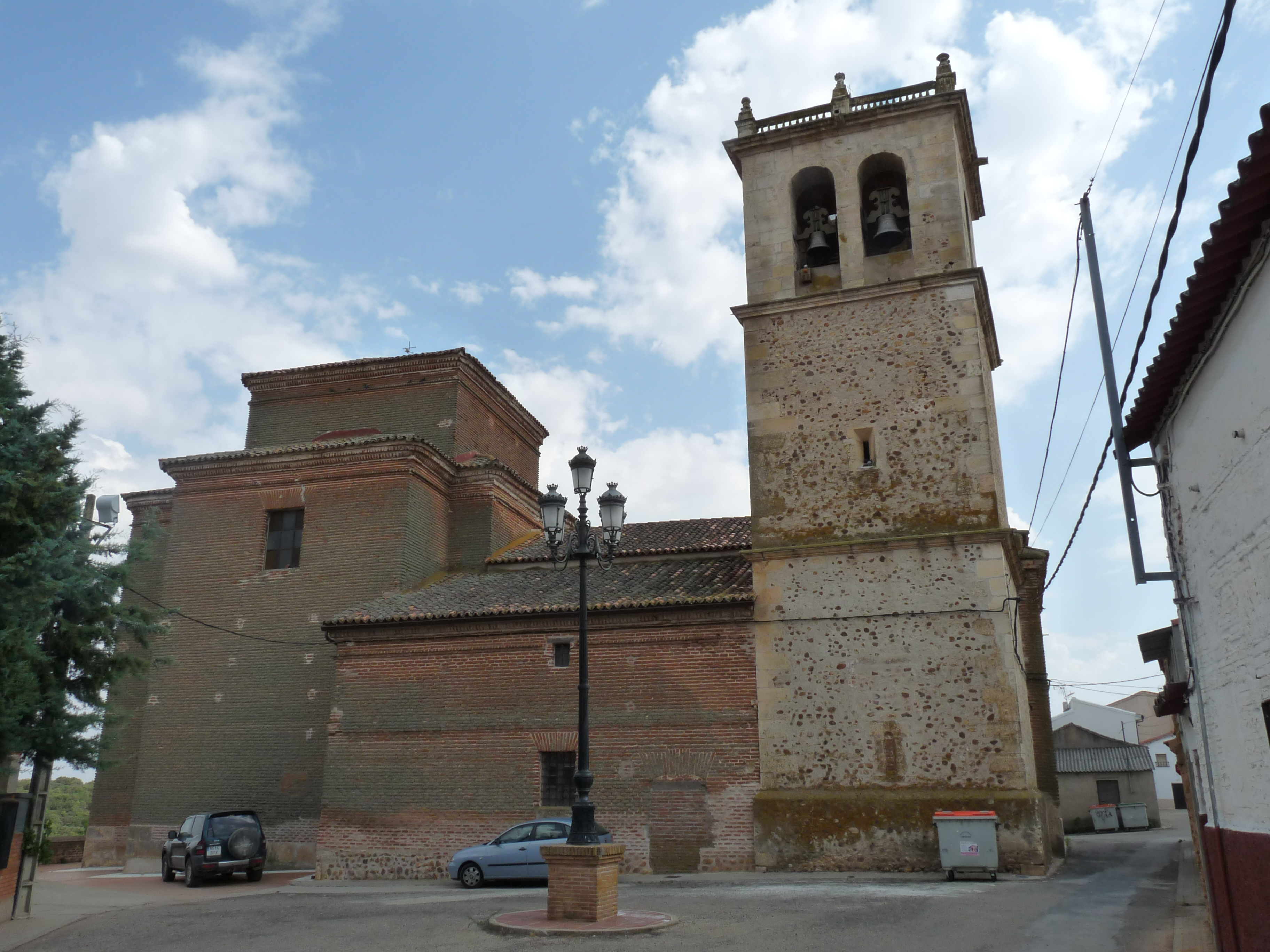
Vista de la iglesia

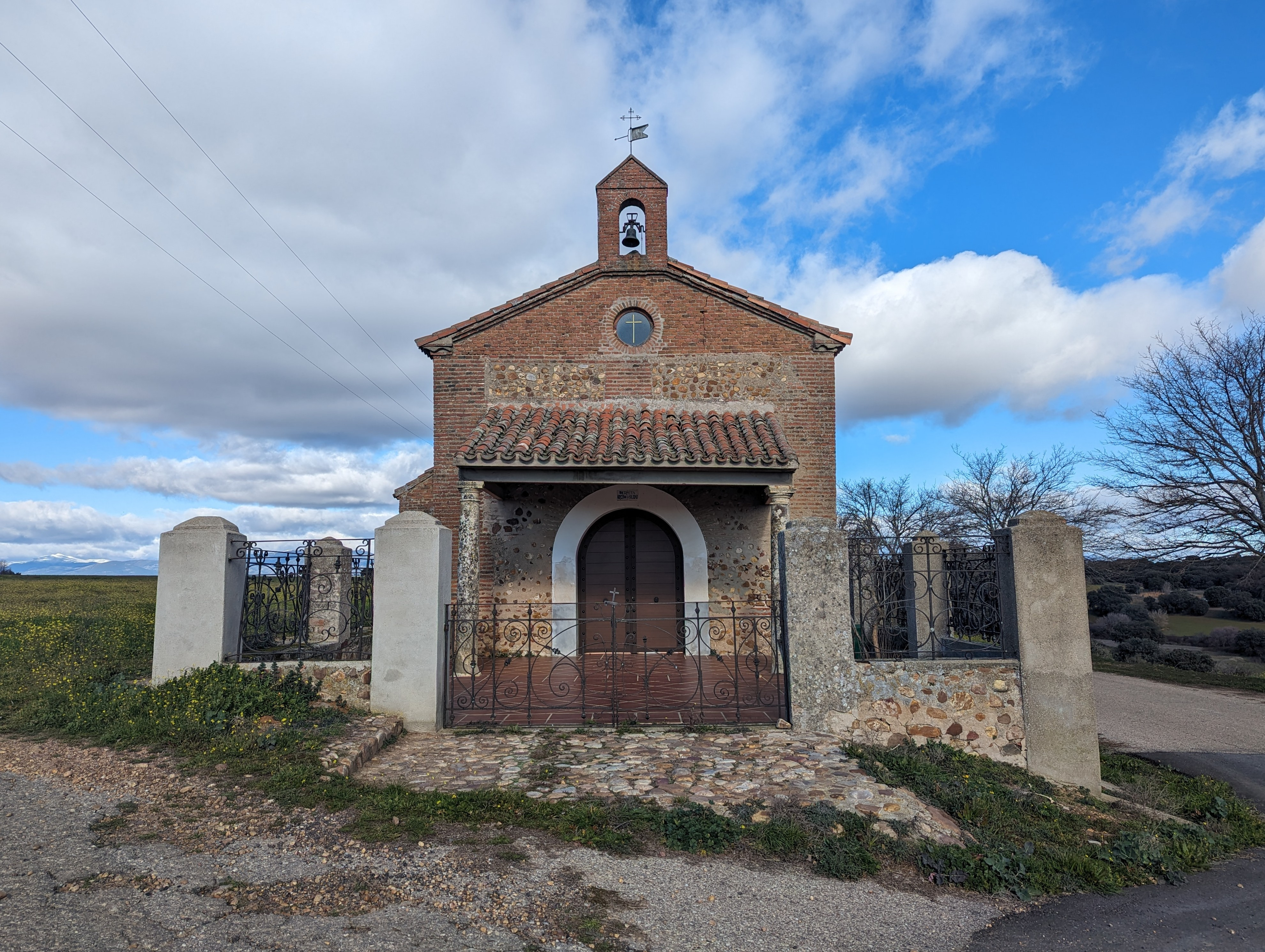
Ermita de la Soledad

Su principal monumento es la iglesia de San Andrés. Se trata de una iglesia parroquial, dedicada a San Andrés. Obra de comienzos del siglo XVII, cuando la villa logró su autonomía. Edificio construido en ladrillo y sillarejo. Sobre el muro sur, bajo un breve atrio con columnillas de capitel dórico, presenta la puerta de entrada que consta de un arco de medio punto, con dovelaje labrado, luciendo casetones y rosetas. El interior, grandioso y de una sola nave, con presbiterio elevado, presenta una cúpula sobre pechinas en el crucero. Se decoran sus bóvedas y frisos con yeserías barrocas. De los altares no quedó nada tras los destrozos de la guerra civil de 1936-39 (Fuentelahiguera cayó en zona "republicana" o "frentepopulista", y sufrió el furor revolucinario contra la Iglesia Católica). Es admirable un gran Cristo del siglo XVIII, tallado en marfil, sobre un enorme colmillo de elefante, de tradición filipina (oriental). Tiene la advocación de “Cristo de la Salud”, y fue tirado al fuego en los tiempos de la persecución religiosa. Con ligeros deterioros pudo ser recuperado y hoy se admira en el presbiterio del templo. También tienen cierto valor artístico las ermitas del Cristo de la Salud y de la Virgen de la Soledad.

## Fiestas
Sus fiestas: primer fin de semana de agosto, los toros; 14 y 15 de septiembre Santísimo Cristo de la Salud; y 30 de noviembre San Andrés, patrón de la localidad.[cita requerida]

## Personas notables
- Tomás Allende y García-Baxter, ministro de Agricultura entre 1969 y 1975, fue concejal en el Ayuntamiento de Fuentelahiguera, pueblo donde está enterrado.
- Luis Antonio Martínez Gómez (1946), cronista oficial de la villa de Fuentelahiguera.[9][10]